# C'era una volta Angelo Musco
C'era una volta Angelo Musco è un documentario del 1953, diretto da Giorgio Walter Chili e dedicato all'attore catanese Angelo Musco. Il film è un'antologia delle interpretazioni cinematografiche di Musco.